# Бугай Богдан Григорович
Богдан Григорович Бугай (28 серпня 1947, с. Саранчуки, Бережанський район, Тернопільська область — 6 липня 2021, Тернопіль) — український лікар-пульмонолог вищої категорії, науковець та поет. Кандидат медичних наук (1986).

## Життєпис
Богдан Григорович Бугай народився 28 серпня 1947 року в селі Саранчуки нині Тернопільського району Тернопільської області, тоді УРСР.
Закінчив Бережанське медичне училище (1966), Тернопільський медичний інститут (1975, нині університет).
Від 1977 — асистент, 1993 — доцент кафедри пропедевтики внутрішніх хвороб, Від 2006 — пропедевтики внутрішньої медицини і фтизіатрії ТДМУ.

## Наукова робота
Протягом 40 років брав участь у виконанні дисертаційних наукових досліджень, а також планових і госпдоговірних тем.
У 1986 році захистив дисертацію на здобуття ступеня кандидата медичних наук на тему: «Антипротеолітична активність сироватки крові і взаємозв'язок з білковим спектром, гемокоагуляцією і генеалогічним статусом у хворих на хронічну пневмонію та рак легень».
Автор понад 130 наукових робіт, у тому числі підручників та посібників для ВНЗ.

## Творчий доробок
Видав збірки поезій
- «Два крила» (2005, Тернопіль),
- «На клумбах душ» (2008, Тернопіль).

Вірші опубліковані в місцевих ЗМІ.